# Horní Brusnice
Horní Brusnice là một làng thuộc huyện Trutnov, vùng Královéhradecký, Cộng hòa Séc.